# Bilobella ligurica
Bilobella ligurica is een springstaartensoort uit de familie van de Neanuridae. De wetenschappelijke naam van de soort is voor het eerst geldig gepubliceerd in 1981 door Deharveng.